# Piero Poli
Piero Poli (ur. 9 października 1960 w Cairo Montenotte) – włoski wioślarz. Złoty medalista z Seulu
Brał udział w dwóch igrzyskach (IO 84, IO 88). W 1988 triumfował czwórce podwójnej, cztery lata wcześniej Włosi zajęli czwarte miejsce. Wspólnie z nim płynęli Gianluca Farina, Davide Tizzano i Agostino Abbagnale. W 1983 sięgnął po brąz mistrzostw świata w tej konkurencji.